# Landegode
Landegode (en same de Pite Lángåvvå) est une île  de la commune de Bodø, en mer de Norvège dans le comté de Nordland en Norvège.

## Description
L'île de 30,3 km2 st située à environ 10 kilomètres au nord-ouest de la ville de Bodø et à environ 14 kilomètres à l'est de l'archipel Helligvær. La plupart des insulaires vivent dans le village méridional de Fenes où l'on trouve l'école primaire. Landegode Church (en), fondée en 1920, est également située à Fenes.
Juste à côté de l'extrémité nord de l'île, il y a deux phares : 
- le phare de Landegode, sur la petite île d'Eggløysa. Il est classé patrimoine culturel par le Riksantikvaren[3] depuis 1998.
- le phare de Bjørnøy, sur la petite île de Bjørnøya. La maison-phare, depuis 1972, est une résidence privé.

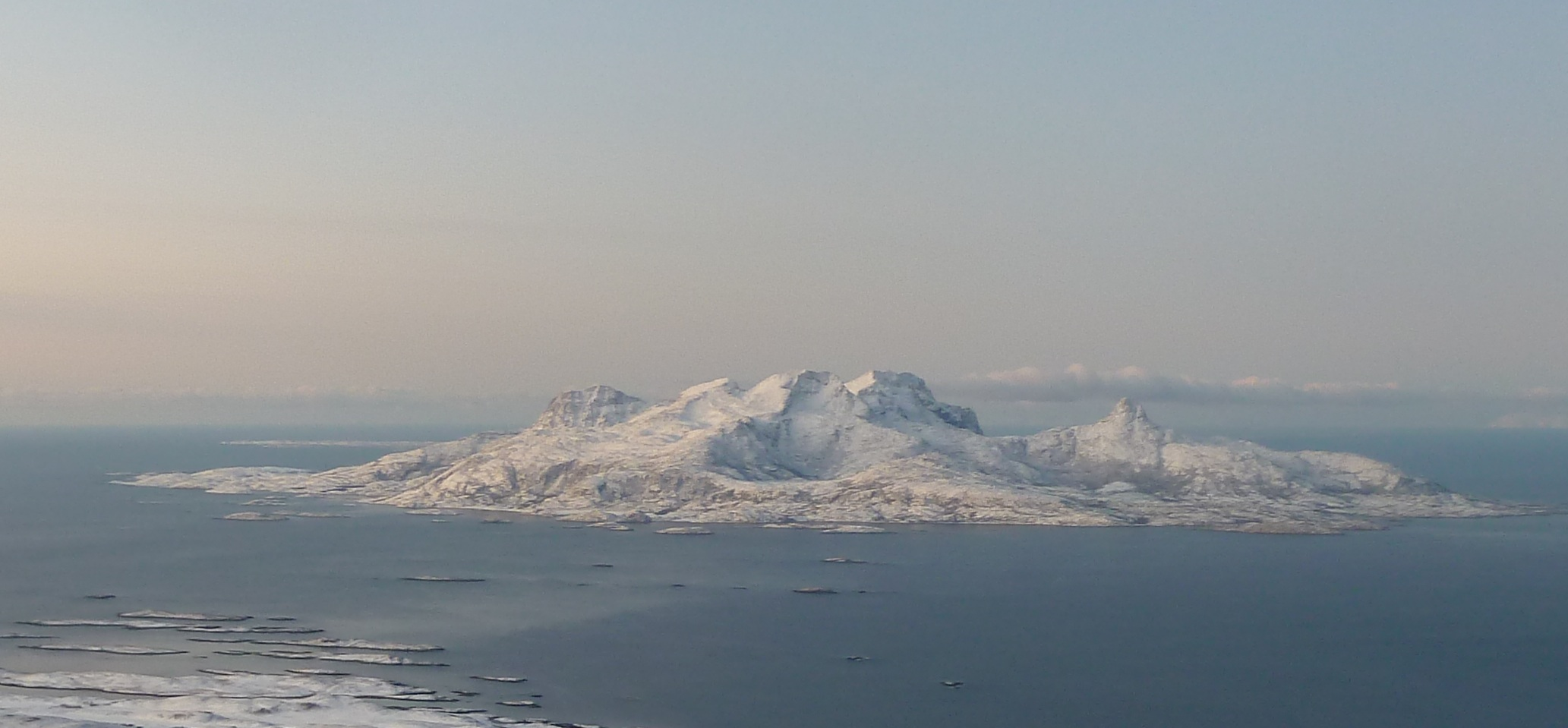
Île de Landegode
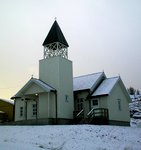
Eglise de Landegode
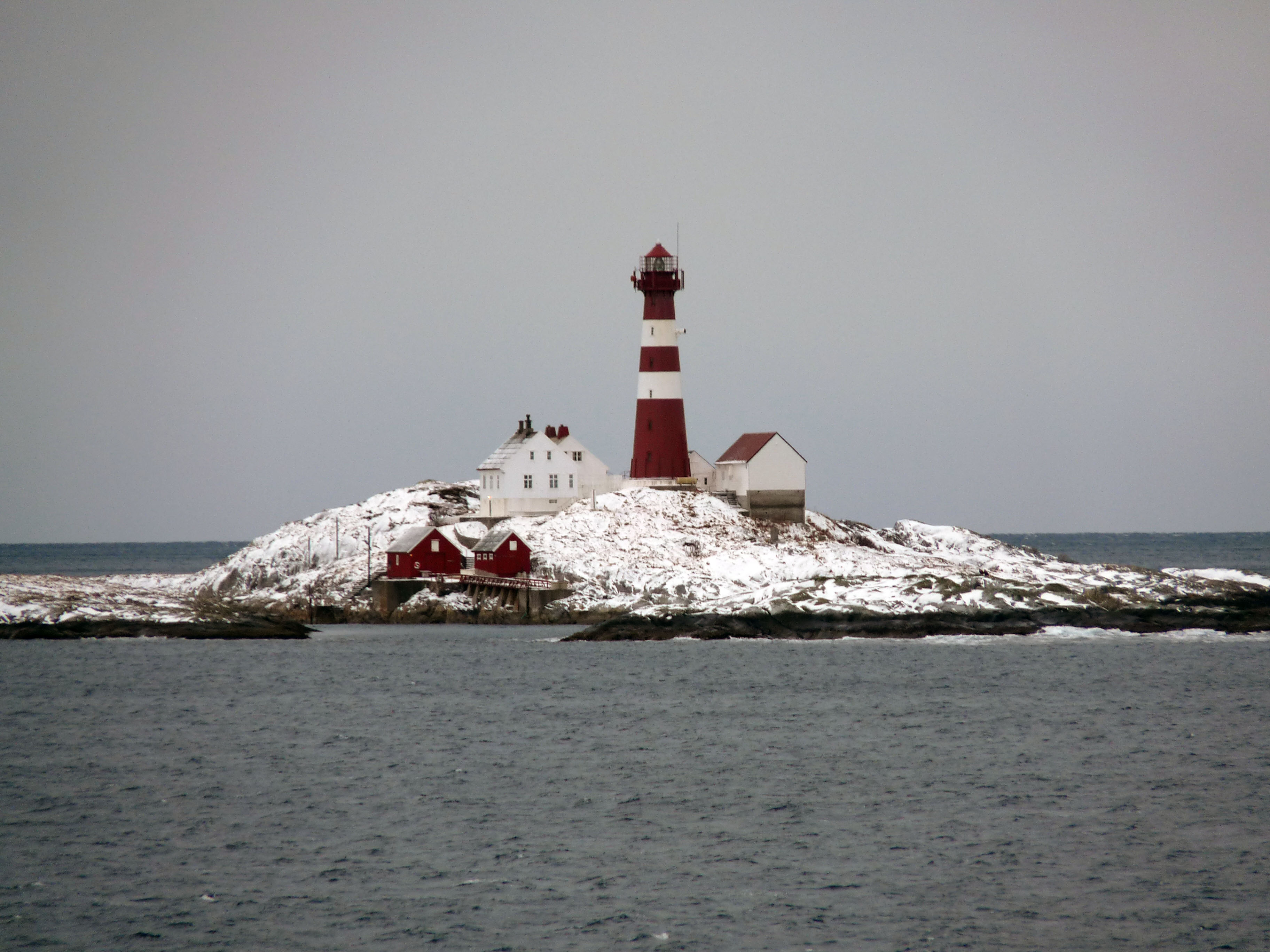
Phare de Landegode
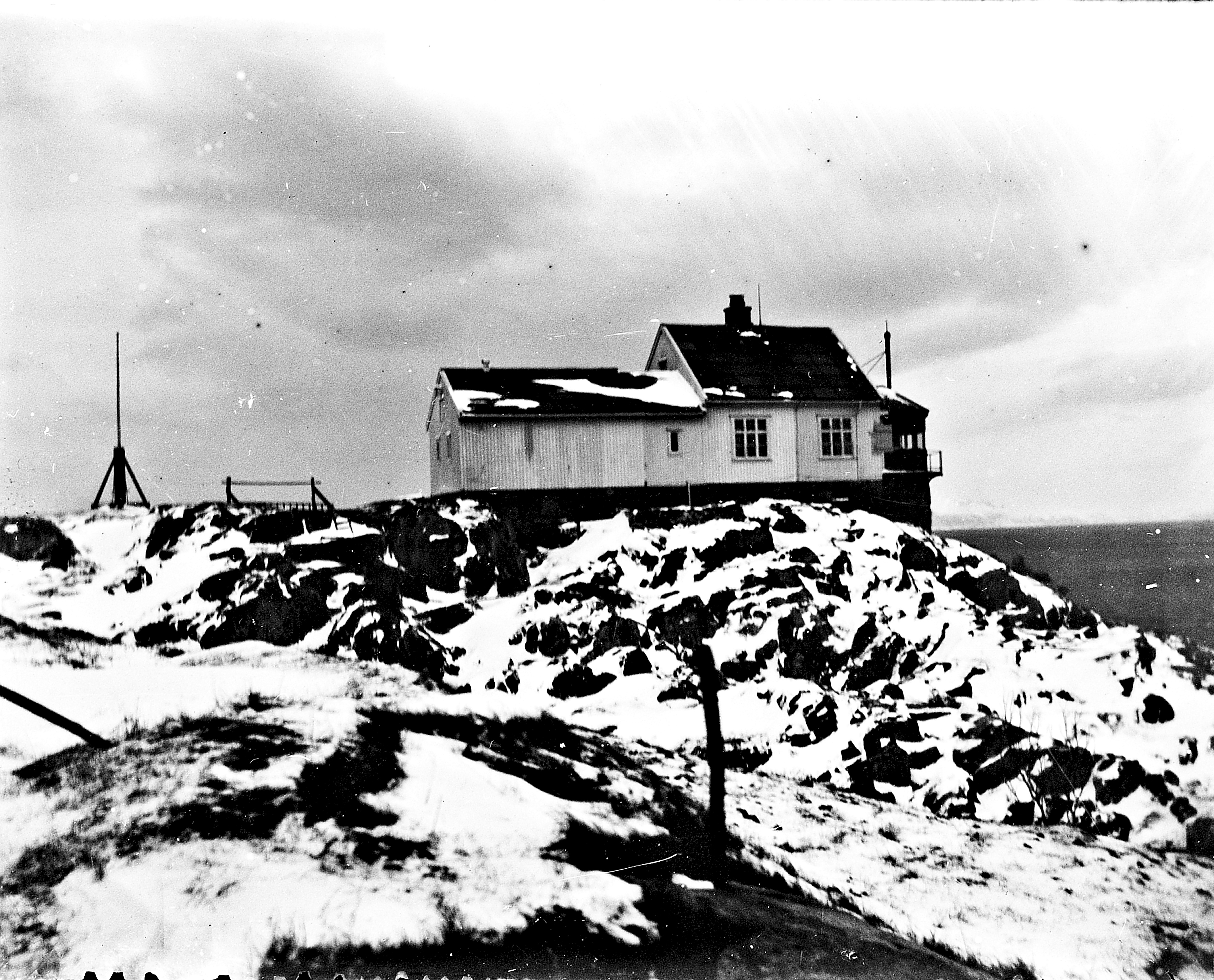
Phare de Bjørnøy